# 太秦天神川站

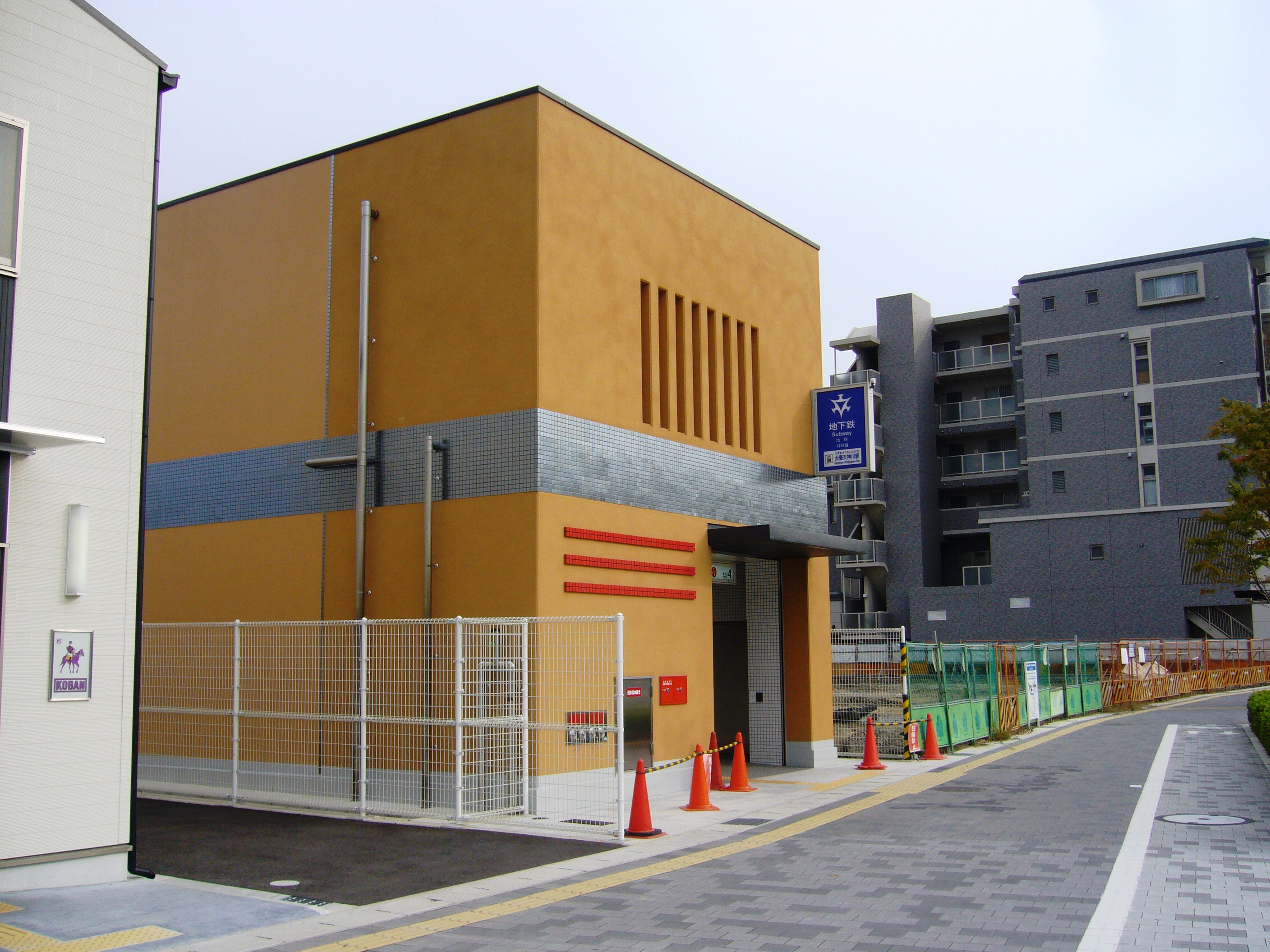
4號出入口(2008年11月)

太秦天神川站（日语：／ Uzumasa-Tenjingawa eki */?）是一個位於日本京都府京都市右京區太秦下刑部町（三條御池），屬於京都市營地下鐵東西線的鐵路車站。車站編號是T17。

## 概要
本站為東西線的終點站。作為京都市營地下鐵當中最西面的車站，曾經是右京區第一個地鐵站。此站位於御池通與三條通（京都府道112號二條停車場嵐山線）交差的「三條御池交差點」與天神川通（國道162號）交差的「天神川御池交差點」之間的御池通地下。
東西線車站都有制定車站顏色，此站的顏色是檸檬黃色。京阪電氣鐵道（京阪）京津線（大津線）的一部分列車會直通至此站。

## 歷史
- 2008年（平成20年）
  - 1月16日 - 東西線由二條站延長至太秦天神川站，此站以終點站開業[2]。
  - 3月28日 - 京福電氣鐵道的嵐電天神川站開業。成為轉乘站。

## 車站構造

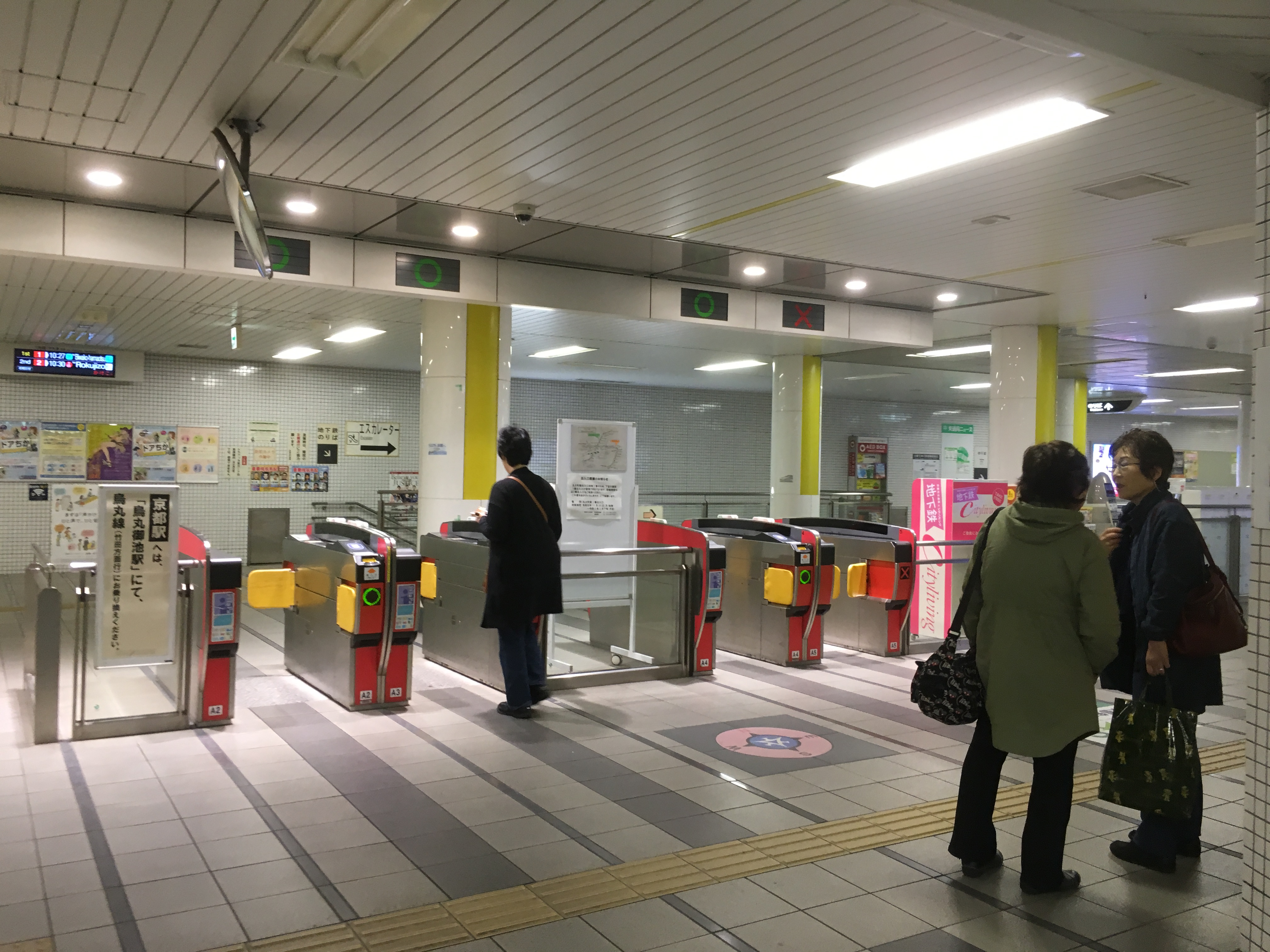
驗票口(2019年11月)

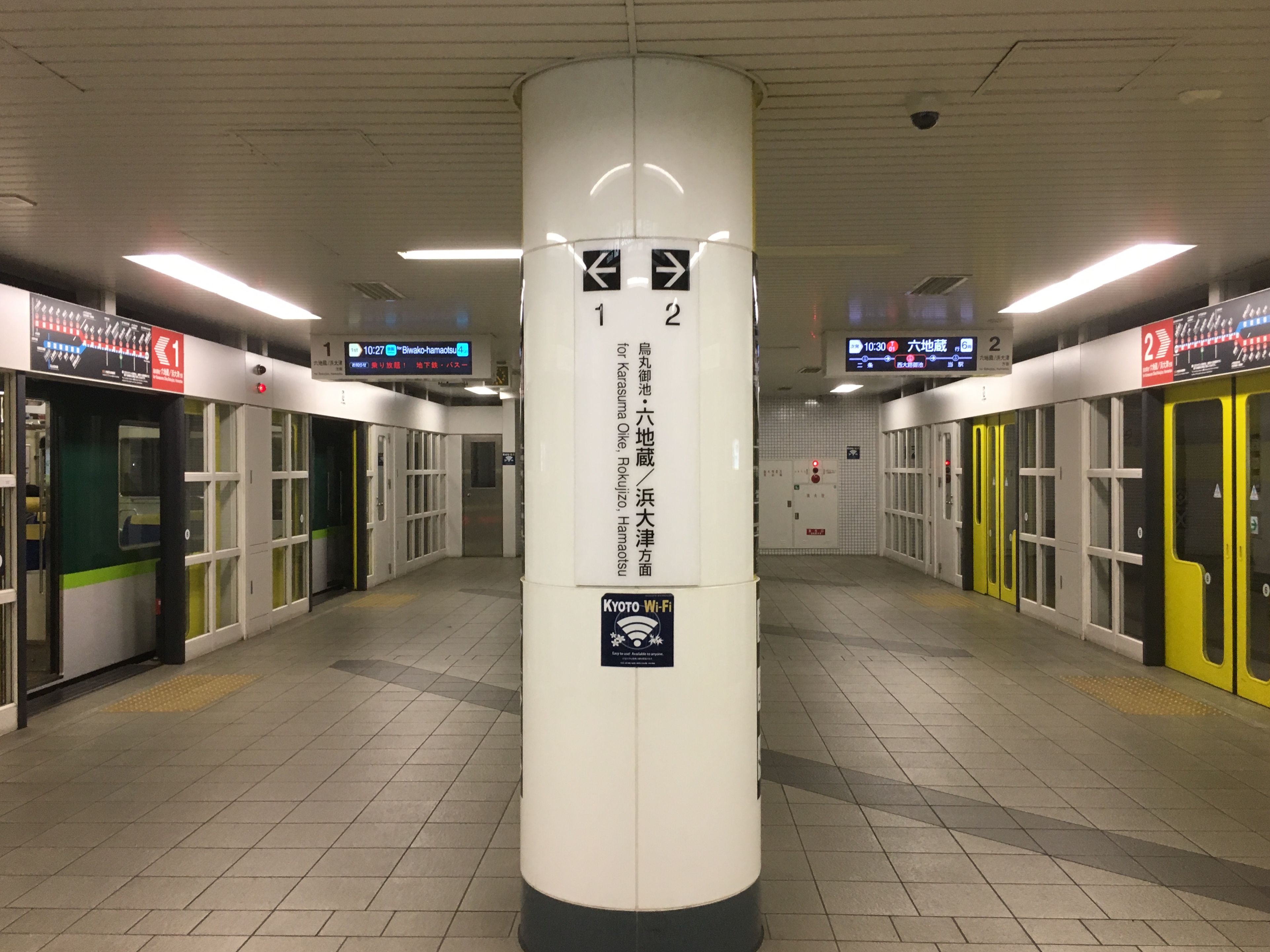
月台(2019年11月)

地下1樓是大堂，地下3樓是島式月台1面2線，設有月台閘門。地面出入口有4個，設有升降機與樓梯（只限1條上下扶手電梯）。閘口近大堂西側，通過3號出入口可使用扶手電梯與樓梯的正面。售票機設於閘口方向左側。廁所位於閘內大堂東端，除男女廁外，還設置輪椅使用者廁所。

### 月台配置
| 月台 | 路線   | 目的地                             |
| ---- | ------ | ---------------------------------- |
| 1、2 | 東西線 | 烏丸御池、六地藏／琵琶湖濱大津方向 |

## 利用狀況
2016年（平成28年）度的1日平均上下車人次為16,608人。
開業以後的1日平均上下、上車人次如下表。
| 年度               | 1日平均 上下車人次 | 1日平均 上車人次 | 來源  |
| ------------------ | ------------------ | ---------------- | ----- |
| 2007年（平成19年） | 1,580              | 813              | [ 4 ] |
| 2008年（平成20年） | 9,924              | 5,121            | [ 4 ] |
| 2009年（平成21年） | 10,961             | 5,645            | [ 4 ] |
| 2010年（平成22年） | 11,962             | 6,169            | [ 4 ] |
| 2011年（平成23年） | 12,583             | 6,490            | [ 4 ] |
| 2012年（平成24年） | 13,310             | 6,864            | [ 5 ] |
| 2013年（平成25年） | 14,036             | 7,239            | [ 5 ] |
| 2014年（平成26年） | 14,635             | 7,547            | [ 5 ] |
| 2015年（平成27年） | 15,955             | 8,229            | [ 5 ] |
| 2016年（平成28年） | 16,608             | 8,566            | [ 3 ] |

## 相鄰車站
京都市交通局（京都市營地下鐵）
 東西線
西大路御池（T16）－太秦天神川（T17）

## 外部連結
- 太秦天神川站（页面存档备份，存于） - 京都市交通局